# Dariusz Gęsior
Dariusz Jan Gęsior (ur. 9 października 1969 w Chorzowie) − polski piłkarz grający na pozycji pomocnika i obrońcy, reprezentant Polski, olimpijczyk. Srebrny medalista Igrzysk Olimpijskich w Barcelonie 1992.

## Kariera klubowa
Grał w I lidze od 1988, reprezentując kolejno: Ruch Chorzów (1987–1996), Widzew Łódź (1997–2000), Pogoń Szczecin (2000–2001), Amikę Wronki (2001–2003), Wisłę Płock (2003–2005) i Dyskobolię Grodzisk Wielkopolski (2005–2006). Dwukrotnie zdobył mistrzostwo Polski – w sezonie 1988/89 (z Ruchem) oraz 1996/97 (z Widzewem).
2 września 2007 uroczyście zakończył karierę piłkarską całodniowym benefisem zorganizowanym na stadionie Ruchu Chorzów, którego jest wychowankiem.

## Kariera międzynarodowa
W latach 1992–1999 wystąpił 22 razy w reprezentacji Polski, strzelając jedną bramkę.
| l.p. | Data              | Miejsce        | Przeciwnik       | Rezultat | Rozgrywki       | Grał   | Uwagi |
| ---- | ----------------- | -------------- | ---------------- | -------- | --------------- | ------ | ----- |
| 1.   | 29 listopada 1992 | Montevideo     | Urugwaj          | 1-0      | towarzyski      | 90'    | Gol   |
| 2.   | 1 lutego 1993     | Nikozja        | Cypr             | 0-0      | towarzyski      | od 60' |       |
| 3.   | 3 lutego 1993     | Ramat Gan      | Izrael           | 0-0      | towarzyski      | 90'    |       |
| 4.   | 17 marca 1993     | Ribeirão Preto | Brazylia         | 2-2      | towarzyski      | od 65' |       |
| 5.   | 31 marca 1993     | Brzeszcze      | Litwa            | 1-1      | towarzyski      | od 46' |       |
| 6.   | 23 marca 1994     | Saloniki       | Grecja           | 0-0      | towarzyski      | 90'    |       |
| 7.   | 13 kwietnia 1994  | Cannes         | Arabia Saudyjska | 1-0      | towarzyski      | 90'    |       |
| 8.   | 4 maja 1994       | Kraków         | Węgry            | 3-2      | towarzyski      | do 45' |       |
| 9.   | 17 maja 1994      | Katowice       | Austria          | 3-4      | towarzyski      | od 67' |       |
| 10.  | 17 sierpnia 1994  | Radom          | Białoruś         | 1-1      | towarzyski      | od 46' |       |
| 11.  | 4 września 1994   | Ramat Gan      | Izrael           | 1-2      | elim. Euro 1996 | od 60' |       |
| 12.  | 16 listopada 1994 | Zabrze         | Francja          | 0-0      | elim. Euro 1996 | od 82' |       |
| 13.  | 10 grudnia 1994   | Rijad          | Arabia Saudyjska | 2-1      | towarzyski      | 90'    |       |
| 14.  | 19 lutego 1996    | Hongkong       | Japonia          | 0-5      | towarzyski      | od 46' |       |
| 15.  | 28 lutego 1996    | Rijeka         | Chorwacja        | 1-2      | towarzyski      | 90'    |       |
| 16.  | 27 marca 1996     | Łódź           | Słowenia         | 0-0      | towarzyski      | 90'    |       |
| 17.  | 1 maja 1996       | Mielec         | Białoruś         | 1-1      | towarzyski      | 90'    |       |
| 18.  | 2 czerwca 1996    | Moskwa         | Rosja            | 0-2      | towarzyski      | 90'    |       |
| 19.  | 27 sierpnia 1996  | Bełchatów      | Cypr             | 2-2      | towarzyski      | od 79' |       |
| 20.  | 24 września 1997  | Olsztyn        | Litwa            | 2-0      | towarzyski      | od 46' |       |
| 21.  | 8 lutego 1998     | Asunción       | Paragwaj         | 0-4      | towarzyski      | od 77' |       |
| 22.  | 19 czerwca 1999   | Bangkok        | Nowa Zelandia    | 0-0      | towarzyski      | 90'    |       |